# Berliner Tulpe für deutsch-türkischen Gemeinsinn
Die Berliner Tulpe für deutsch-türkischen Gemeinsinn ist eine 2006 erstmals vergebene Auszeichnung der Hamburger Körber-Stiftung in Berlin nach dem Vorbild einer bereits 1999 in Hamburg gestarteten Initiative. Die „Berliner Tulpe“ prämiert innovative deutsch-türkische Projekte zur Verbesserung des gemeinschaftlichen Zusammenlebens in der deutschen Hauptstadt. 
Berliner Initiatoren der Veranstaltung sind der deutsch-türkische Radiosender Radyo Metropol FM, die Werkstatt der Kulturen sowie die Berliner Staatskanzlei. Schirmherr der Veranstaltung ist Klaus Wowereit, regierender Bürgermeister von Berlin.
Unter dem Vorsitz des Beauftragten für Integration und Migration des Senats von Berlin entscheidet eine prominente Jury, die 2006 aus Rita Süssmuth, Edzard Reuter, Reinhild Winkler, Tanja Wedhorn, Nihat Sorgeç, Emine Sevgi Özdamar, Bahattin Kaya, Murat Topal und Idil Üner bestand, über die Vergabe der Preise. Die Hauptpreise werden jeweils mit 10.000 Euro ausgelobt, die ausschließlich für die Fortführung des prämierten Projektes verwendet werden dürfen.